# Arabis arabiformis
Arabis arabiformis là một loài thực vật có hoa trong họ Cải. Loài này được (Hohenwart) Soldano mô tả khoa học đầu tiên năm 1988.